# جاك لوي (مصور)
جاك لوي (بالألمانية: Jacques Lowe؛ بالإنجليزية: Jacques Lowe) هو مصور ألماني وأمريكي، ولد في 24 يناير 1930 في كولونيا في ألمانيا، وتوفي في 12 مايو 2001 في مانهاتن في الولايات المتحدة.

## وصلات خارجية
- جاك لوي على موقع IMDb (الإنجليزية)